# Temporada 1972-73 de los Kansas City-Omaha Kings
La temporada 1972-73 fue la vigésimo quinta de los Kings en la NBA, y la primera a caballo entre las ciudades de Kansas City y Omaha, dejando atrás la denominación de Royals. La temporada regular acabó con 36 victorias y 46 derrotas, ocupando el séptimo puesto de la Conferencia Oeste, no logrando clasificarse para los playoffs.

## Elecciones en elDraft
| Ronda | Puesto | Jugador      | Posición  | Nacionalidad   | Universidad           |
| ----- | ------ | ------------ | --------- | -------------- | --------------------- |
| 2     | 19     | Sam Sibert   | Ala-Pívot | Estados Unidos | Kentucky State*       |
| 2     | 28     | Mike Ratliff | Pívot     | Estados Unidos | Wisconsin-Eau Claire* |
| 3     | 38     | Ron Riley    | Ala-Pívot | Estados Unidos | Southern California   |
| 4     | 53     | Frank Schade | Base      | Estados Unidos | Wisconsin-Eau Claire* |

## Temporada regular
| División Medio Oeste    | División Medio Oeste | División Medio Oeste | División Medio Oeste | División Medio Oeste | División Medio Oeste | División Medio Oeste | División Medio Oeste | División Medio Oeste |
| Equipo                  | G                    | P                    | %                    | PD                   | Casa                 | Fuera                | Neutral              | Div                  |
| ----------------------- | -------------------- | -------------------- | -------------------- | -------------------- | -------------------- | -------------------- | -------------------- | -------------------- |
| y-Milwaukee Bucks       | 60                   | 22                   | .732                 | –                    | 33–5                 | 25–15                | 2–2                  | 15–5                 |
| x-Chicago Bulls         | 51                   | 31                   | .622                 | 9                    | 29–12                | 20–19                | 2–0                  | 10–10                |
| Detroit Pistons         | 40                   | 42                   | .488                 | 20                   | 26–15                | 13–25                | 1–2                  | 9–11                 |
| Kansas City–Omaha Kings | 36                   | 46                   | .439                 | 24                   | 24–17                | 12–29                | –                    | 6–14                 |

## Estadísticas
| Rk | Jugador         | Edad | P  | PT | MP   | TC   | TCI  | %TC  | TL  | TLI | %TL   | RB   | AS   | FP  | PTS  |
| -- | --------------- | ---- | -- | -- | ---- | ---- | ---- | ---- | --- | --- | ----- | ---- | ---- | --- | ---- |
| 1  | Tiny Archibald  | 24   | 80 |    | 46.0 | 12.9 | 26.3 | .488 | 8.3 | 9.8 | .847  | 2.8  | 11.4 | 2.6 | 34.0 |
| 2  | Sam Lacey       | 24   | 79 |    | 37.1 | 6.0  | 12.6 | .474 | 1.6 | 2.3 | .708  | 11.8 | 2.4  | 3.6 | 13.5 |
| 3  | Matt Guokas     | 28   | 79 |    | 36.0 | 4.1  | 7.2  | .570 | 0.9 | 1.1 | .822  | 3.1  | 5.1  | 2.4 | 9.1  |
| 4  | Tom Van Arsdale | 29   | 49 |    | 26.2 | 5.1  | 11.2 | .457 | 2.2 | 2.9 | .786  | 3.5  | 1.8  | 2.5 | 12.4 |
| 5  | Nate Williams   | 22   | 80 |    | 24.7 | 5.2  | 10.9 | .477 | 1.3 | 1.7 | .797  | 4.2  | 1.6  | 3.4 | 11.8 |
| 6  | Ron Riley       | 22   | 74 |    | 22.1 | 3.7  | 8.6  | .431 | 1.1 | 1.6 | .681  | 6.9  | 1.0  | 3.1 | 8.4  |
| 7  | John Block      | 28   | 25 |    | 19.3 | 3.2  | 7.2  | .444 | 2.6 | 3.0 | .842  | 4.8  | 0.8  | 2.8 | 9.0  |
| 8  | Johnny Green    | 39   | 66 |    | 18.9 | 2.9  | 4.8  | .599 | 1.3 | 2.0 | .679  | 5.5  | 0.9  | 2.8 | 7.1  |
| 9  | John Mengelt    | 23   | 12 |    | 17.7 | 2.2  | 5.7  | .382 | 0.9 | 1.6 | .579  | 1.8  | 2.1  | 2.0 | 5.3  |
| 10 | Don Kojis       | 34   | 77 |    | 16.1 | 3.6  | 7.5  | .480 | 1.4 | 1.8 | .774  | 2.6  | 1.0  | 1.7 | 8.5  |
| 11 | Mike Ratliff    | 21   | 58 |    | 11.7 | 1.7  | 4.1  | .417 | 0.8 | 1.4 | .536  | 3.3  | 0.7  | 1.9 | 4.2  |
| 12 | Dick Gibbs      | 24   | 66 |    | 11.1 | 1.2  | 3.3  | .362 | 0.7 | 1.0 | .746  | 1.4  | 0.9  | 1.7 | 3.1  |
| 13 | Toby Kimball    | 30   | 67 |    | 9.6  | 1.4  | 3.3  | .436 | 0.7 | 1.0 | .657  | 2.9  | 0.4  | 1.3 | 3.5  |
| 14 | Frank Schade    | 23   | 9  |    | 8.4  | 0.2  | 0.8  | .286 | 0.7 | 0.7 | 1.000 | 0.7  | 1.1  | 1.3 | 1.1  |
| 15 | Ken Durrett     | 24   | 8  |    | 8.1  | 1.0  | 2.6  | .381 | 0.8 | 1.0 | .750  | 1.8  | 0.4  | 2.0 | 2.8  |
| 16 | Pete Cross      | 24   | 3  |    | 8.0  | 0.0  | 1.3  | .000 | 0.0 | 0.0 |       | 1.3  | 0.0  | 1.7 | 0.0  |
| 17 | Sam Sibert      | 23   | 5  |    | 5.2  | 0.8  | 2.6  | .308 | 0.8 | 1.0 | .800  | 0.8  | 0.0  | 0.8 | 2.4  |

## Galardones y récords
| Jugador        | Galardón                                                                                      |
| Tiny Archibald | Mejor quinteto de la NBA All-Star Líder de anotación de la NBA Líder en asistencias de la NBA |